# ニセカラスザメ
ニセカラスザメ Etmopterus unicolor はカラスザメ科に属するサメの一種。日本・ニュージーランド・オーストラリア・南アフリカに分布する。深海性で、300mより深くに生息する。体色が一様な暗灰色から暗褐色であることで、他のカラスザメ類と区別できる。餌は硬骨魚・頭足類・甲殻類。卵胎生で産仔数は9-18。駿河湾において雌雄同体の個体が発見されたことがある。

## 分類
1912年、学術誌Zoologischer Anzeiger において、Robert Engelhardtによって Spinax unicolor の名で記載された。タイプ標本は55cmの雌で、相模湾から得られたものである。1965年、阿部宗明によって本種はカラスザメ属 Etmopterus に移された。オーストラリアに分布する Etmopterus "sp. B" （英名:bristled lanternshark）も暫定的に本種と同一とされている。かつて本種は不規則に並んだ鈎状の皮歯を特徴とする種群に入れられていたが、この種群は系統関係をあまり反映していないことが分かっており、現在はクロハラカラスザメを中心としたクレードに位置付けられている。

## 分布
本州南部とニュージーランド近海で捕獲されている。Etmopterus compagnoi と E. sp. B を同種として扱うならば、分布域は南アフリカ（おそらくナミビア南部も）とオーストラリア南部にまで広がる。深度402-1380mの大陸棚・海山上に生息し、特に900m以深でよく見られる。他のカラスザメ類より深い場所で見られ、おそらく中層性だと考えられている。

## 形態
体は頑丈な円筒形、頭部は幅広く平たい。歯列は上顎で28、下顎で34。上顎歯には1本の尖った尖頭と、3対以下の小尖頭がある。下顎歯は大きく、強く傾いた三角形の尖頭を持つ。鰓裂は5対で比較的大きく、眼の半分程度の長さである。第一背鰭は低く、小さな棘を持つ。第二背鰭はこの2倍程度の高さで、棘もより大きい。尾柄は短く、尾鰭は長い。尾鰭上葉は下葉よりかなり大きい。
皮歯は細かく、不規則で密に並ぶ。各皮歯の基部は四角形で細く、先端が僅かに曲がった鈎状の形態をしている。雌の皮歯は体表に固く結合しているが、雄の皮歯は脱落しやすい。体色は一様な暗灰色から暗褐色で、腹面は僅かに暗く、背鰭の縁は明るくなる。他のカラスザメ類と異なり、腹面と背面の色の差異は明瞭ではない。尾の基部には水平に黒い線が走る。腹鰭にも微かに黒い模様がある。最大で、雄は64cm、雌は75cmの個体が報告されている。

## 生態
最も重要な獲物は硬骨魚（主にハダカイワシ類）で、次に頭足類（主にホタルイカ）、甲殻類（主にヒオドシエビ属などのエビ類）が続く。寄生虫としてLernaeopoda 属のカイアシが知られている。
他のカラスザメ同様卵胎生で、胎児は子宮内で孵化して卵黄で育つ。産仔数は9-18、出生時は17cm程度。雄は46cm、雌は50cmで性成熟する。1989年の駿河湾での調査において、捕獲された個体の23%が雌雄同体であるという現象が見られた。調査された雌雄同体の16個体のうち、15個体は機能的に雌で、一部は妊娠していたがよく発達した交尾器が見られた。1個体は機能的に雄で、左の精巣に卵が付着していた。この現象の原因は不明だが、汚染の影響が考えられている。

## 人との関わり
人には無害で、漁業上の重要性もない。IUCNは保全状況について情報不足としている。